# Millan Lyxell
Millan Lyxell, egentligen Emilia Lyxell, gift Östling, född 2 oktober 1905 i Lycksele, Västerbottens län, död 20 oktober 1978 i Engelbrekts församling, Stockholm, var en svensk skådespelare.
Hon debuterade 1940 i Per Lindbergs Stål och kom att medverka i knappt 20 filmer.

## Filmografi
- 1940 – Stål
- 1942 – Gula kliniken
- 1942 – General von Döbeln
- 1942 – Halta Lottas krog
- 1943 – Livet på landet
- 1943 – Tåg 56
- 1943 – Lille Napoleon
- 1944 – En dotter född
- 1944 – Släkten är bäst
- 1944 – Vår Herre luggar Johansson
- 1944 – Narkos
- 1945 – Sten Stensson kommer till stan
- 1945 – Moderskapets kval och lycka
- 1946 – Stiliga Augusta
- 1952 – Åsa-Nisse på nya äventyr
- 1952 – Janne Vängman i farten
- 1955 – Janne Vängman och den stora kometen
- 1955 – Kvinnodröm